# إبراهيم شيخ يوسف شيخ مدر
إبراهيم شيخ يوسف شيخ مدر (توفي في 23 يوليو 2004-)، شغل منصب الرئيس المنتخب للحزب الوطني الصومالي في يناير 1982  ثم شغل منصب زعيم مجلس الشيوخ في برلمان أرض الصومال  من عام 1993 حتى وفاته، ينتمي مطر إلى فرع سعد موسى من عشيرة هبر أول إسحاق وهو حفيد الشيخ مدر الشهير.